# Andrew McCarthy

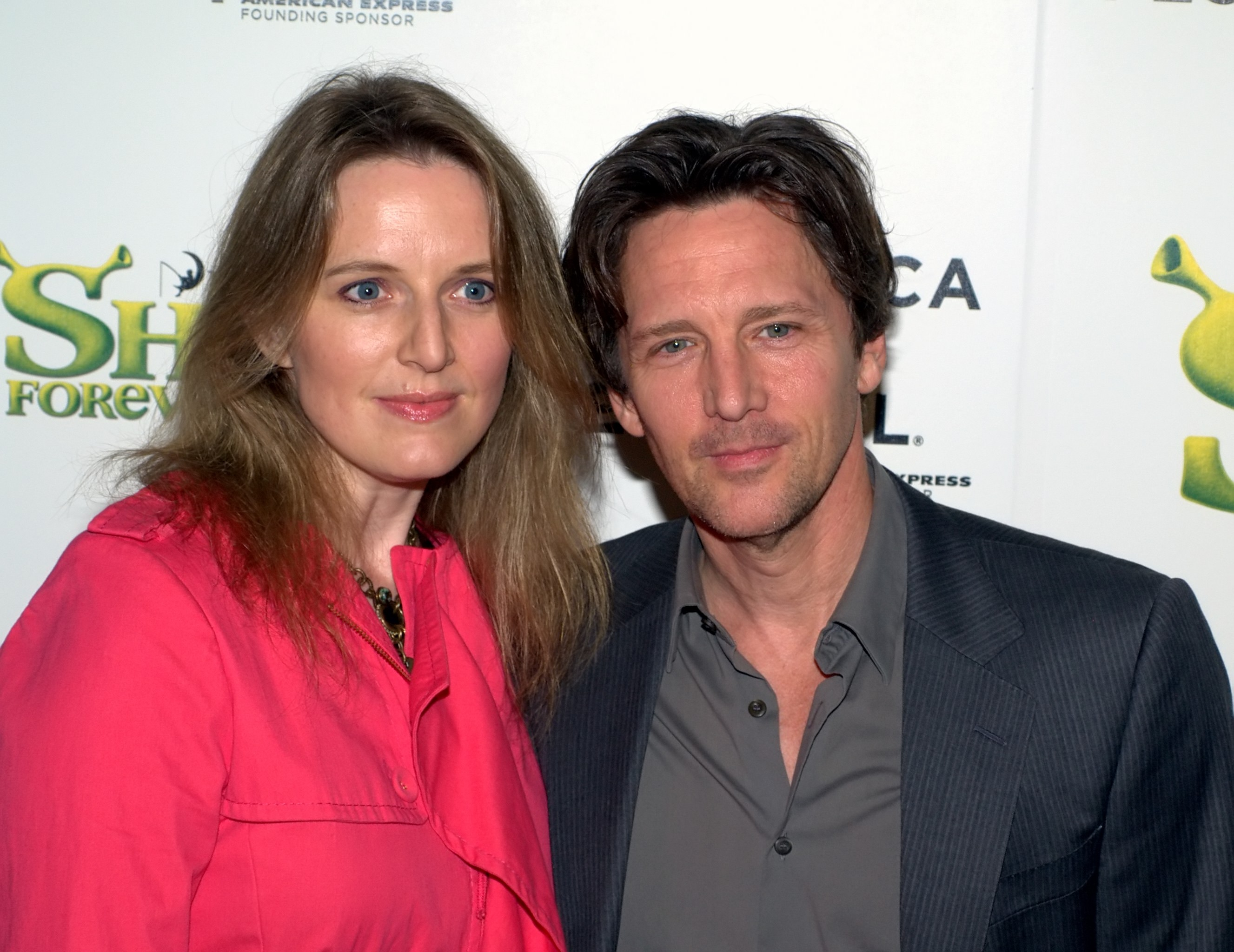
Andrew McCarthy met zijn vrouw Dolores Rice

Andrew McCarthy (Westfield (New Jersey), 29 november 1962) is een Amerikaans acteur, filmregisseur, filmproducent en scenarioschrijver.

## Biografie
McCarthy werd geboren in Westfield, en op vijftienjarige leeftijd verhuisde hij met zijn familie naar Bernardsville. Daar volgde hij de high school waar hij ook ging spelen in het schooltheater. Op achttienjarige leeftijd ging hij naar New York om te gaan studeren aan de New York University.
McCarthy begon in 1983 met acteren in de film Class. Hierna heeft hij nog meerdere rollen gespeeld in films en televisieseries zoals St. Elmo's Fire (1985), New World Disorder (1999), The Secret Life of Zoey (2002), The Spiderwick Chronicles (2008) en Lipstick Jungle (2008-2009).
McCarthy is ook actief in het theater, hij speelde tweemaal op Broadway. In 1985 speelde hij in het toneelstuk The Boys of Winter als Flem en in 1998 speelde hij in het toneelstuk Side Man als Clifford.
McCarthy was van 1999 tot en met 2005 getrouwd en heeft hieruit een zoon. In 2011 is hij opnieuw getrouwd en heeft hieruit een dochter. In 2004 bekende hij dat hij vanaf twaalfjarige leeftijd lijdt aan een alcoholverslaving, in 1992 volgde hij een afkickprogramma en sindsdien is hij van zijn verslaving af.

## Filmografie

### Films
Selectie:
- 2008 The Spiderwick Chronicles – als Richard Grace
- 2002 The Secret Life of Zoey – als Mike Harper
- 1999 New World Disorder – als Kurt Bishop
- 1996 Mulholland Falls – als Jimmy Fields
- 1991 Year of the Gun – als David Raybourne
- 1990 Dr. M - als sluipmoordenaar
- 1990 Jours tranquilles à Clichy – als Henry Miller
- 1989 Weekend at Bernie's – als Larry Wilson
- 1987 Mannequin – als Jonathan Switcher
- 1986 Pretty in Pink – als Blane McDonnagh
- 1985 St. Elmo's Fire – als Kevin Dolenz
- 1983 Class – als Jonathan

### Televisieseries
Uitgezonderd eenmalige gastrollen.
- 2022 - 2023 The Resident - als dr. Ian Sullivan - 26 afl.
- 2020 - 2021 Good Girls - als mr. Fitzpatrick - 7 afl.
- 2016 The Family - als Hank Asher - 12 afl.
- 2011 White Collar – als Vincent Adler – 2 afl.
- 2009 Royal Pains – als Marshall Bryant – 2 afl.
- 2008 – 2009 Lipstick Jungle – als Joe Bennett – 20 afl.
- 2005 E-Ring – als Aaron Gerrity – 5 afl.
- 2004 Kingdom Hospital – als dr. Hook - 13 afl.

### Filmregisseur
- 2024 Brats - film
- 2015 - 2023 The Blacklist - televisieserie - 26 afl.
- 2023 Fox News Saturday Night - televisieserie
- 2023 The Big Weekend Show - televisieserie
- 2021 Awkwafina Is Nora from Queens - televisieserie - 1 afl.
- 2018 - 2020 Condor - televisieserie - 5 afl.
- 2019 - 2020 Good Girls - televisieserie - 3 afl.
- 2020 The Sinner - televisieserie - 2 afl.
- 2013 - 2019 Orange Is the New Black - televisieserie - 15 afl.
- 2019 Good Girls - televisieserie - 1 afl.
- 2019 The Enemy Within - televisieserie - 1 afl.
- 2018 Nightflyers - televisieserie - 2 afl.
- 2018 New Amsterdam - televisieserie - 1 afl.
- 2015 - 2017 TURN -televisieserie - 3 afl.
- 2017 The Blacklist: Redemption - televisieserie - 1 afl.
- 2016 Conviction - televisieserie - 1 afl.
- 2016 Halt and Catch Fire - televisieserie - 1 afl.
- 2016 The Family - televisieserie - 3 afl.
- 2015 Happyish - televisieserie - 1 afl.
- 2015 Grace and Frankie - televisieserie - 1 afl.
- 2014 Songbyrd - televisieserie - ? afl.
- 2014 Black Box - televisieserie - 1 afl.
- 2014 The Carrie Diaries - televisieserie - 1 afl.
- 2014 Alpha House - televisieserie - 1 afl.
- 2010 – 2012 Gossip Girl – televisieserie – 6 afl.
- 2012 White Collar – televisieserie – 1 afl.
- 2011 Hart of Dixie – televisieserie – 1 afl.
- 2008 – 2009 Lipstick Jungle – televisieserie – 2 afl.
- 2004 News for the Church – korte film

### Filmproducent
- 2024 Brats - film
- 2018 - 2020 Condor - televisieserie - 20 afl.
- 2018 Nightflyers - televisieserie - 10 afl.
- 2004 News for the Church – korte film

### Scenarioschrijver
- 2024 Brats - film
- 2004 News for the Church – korte film

- Biblioteca Nacional de España: XX1260857
- Bibliothèque nationale de France: cb13955487c (data)
- Gemeinsame Normdatei: 141304766
- International Standard Name Identifier: 0000 0001 1872 1920
- Library of Congress Control Number: no97039456
- MusicBrainz: fbb1a935-02f1-44c4-97e6-68fd98a01969
- Nationale Bibliotheek van Israël: 987007605029505171
- Nederlandse Thesaurus van Auteursnamen: 147349583
- Système universitaire de documentation: 196318041
- Virtual International Authority File: 202729
- WorldCat: E39PBJc7RQq47Y7K3Ym3kq4g8C